# Hori-san to Miyamura-kun
Hori-san to Miyamura-kun (яп. 堀さんと宮村くん Хори-сан то Миямура-кун, букв. «Хори-сан и Миямура-кун») — веб-манга, созданная Хироки Адати под псевдонимом Hero. Изначально с февраля 2007 по декабрь 2011 года она выходила в формате ёнкомы на сайте автора Dokkai Ahen. Позже она была издана Square Enix в виде 10 томов под импринтом Gangan Comics с 22 октября 2008 года по 28 декабря 2011. Дополнительные истории выходили под общим названием Hori-san to Miyamura-kun Omake (яп. 堀さんと宮村くん おまけ). С 2012 года на основе манги выходят OVA-серии.
С 2011 года Дайсукэ Хагивара занимается адаптацией манги под контролем Hero. Его работа выходит под названием Horimiya (яп. ホリミヤ) в журнале Monthly G Fantasy. Аниме-адаптация Horimiya была создана студией CloverWorks, премьера сериала состоялась в январе 2021 года. Также на основе манги вышел игровой фильм, премьера которого состоялась 5 февраля 2021 года, и игровой телесериал, транслировавшийся с 17 февраля по 31 марта 2021 года.

## Сюжет
Кёко Хори — яркая и популярная школьница, полная противоположность своего одноклассника — пессимистичного ботаника Идзуми Миямуры. Вне школы Хори — домашняя девочка, занимающаяся заботой о доме и своем младшем брате Соте, что она старается держать в секрете от одноклассников. Однажды Сота возвращается домой с носовым кровотечением, по дороге ему помогает выглядящий как панк с пирсингом и в татуировках незнакомец. Этим незнакомцем оказывается Миямура. Он договаривается с Хори, что они оба будут хранить тайны друг друга от одноклассников. Со временем они начинают общаться как друзья, а позже и встречаться.

## Персонажи
Кёко Хори (яп. 堀 京子 Хори Кё:ко)
Сэйю: Асами Сэто (OVA), Харука Томацу (аниме)
Актриса: Саю Кубота
Яркая и популярная девушка в школе, но дома — ответственная девушка, занимающаяся заботой о младшем брате и всеми домашними делами. Когда из-за случайной встречи её одноклассник Идзуми Миямура увидел Кёко в домашнем виде, она боялась, что её секрет будет раскрыт. К счастью, Идзуми предпочитает держать её тайну при себе. Со временем проникается романтическими чувствами к нему, и они начинают встречаться.
Идзуми Миямура (яп. 宮村 伊澄 Миямура Идзуми)
Сэйю: Ёсицугу Мацуока (OVA), Коки Утияма (аниме)
Актёр: Одзи Судзука
Из-за странного и жуткого вида в школе его зачастую принимают за отаку. В школе он никогда не снимает пиджак и штаны, так как под ними прячет свои татуировки, а под волосами пирсинг. Он узнал секрет Кёко, когда однажды проводил её брата домой. До встречи с ней не думал, что сможет с кем-то поладить, но в результате отношений с Кёко стал медленно обретать уверенность в себе и находить друзей среди своих одноклассников. Сначала он посещал дом Кёко, чтобы поиграть с её младшим братом, но проводя с ней время, он стал ценить и другие стороны её характера, которые она скрывает от прочих одноклассников. Когда Кёко простудилась и лежала в постели с температурой, Миямура признался ей в любви. Они официально стали парой, когда Кёскэ, отец Кёко, спросил дочь, является ли Миямура её парнем.
Юки Ёсикава (яп. 吉川 由紀 Ёсикава Юки)
Сэйю: Кана Уэда (OVA), Юриэ Кодзакаи (аниме)
Актриса: Рион Окамото
Лучшая подруга Кёко. Она запала на Миямуру, когда увидела его без очков, но при этом не узнала в этом красавце школьного отаку. Кёко убеждает её, что это её кузен Коноха, чтобы не раскрывать секрет Миямуры.
Тору Исикава (яп. 石川 透 Исикава То:ру)
Сэйю: Ёсимаса Хосоя (OVA), Сэйитиро Ямасита (аниме)
Актёр: Дзин Судзуки
Тору был влюблён в Кёко и подружился с Миямурой, когда заметил, что они проводят время вместе. Кёко отвергла его чувства, когда он признался, впоследствии он всё жа смирился с этим. Идзуми считает его одним из своих друзей.

## Медиа

### Манга

#### Hori-san to Miyamura-kun
Hori-san to Miyamura-kun (яп. 堀さんと宮村くん Хори-сан то Миямура-кун, букв. «Хори-сан и Миямура-кун») была создана Хироки Адати под псевдонимом Hero. Изначально с февраля 2007 по декабрь 2011 года она выходила в формате ёнкомы на сайте автора Dokkai Ahen. Позже она была издана Square Enix в виде 10 томов под импринтом Gangan Comics с 22 октября 2008 года по 28 декабря 2011.
| №  | Дата публикации | ISBN                   |
| -- | --------------- | ---------------------- |
| 1  | 22 октября 2008 | ISBN 978-4-7575-2419-4 |
| 2  | 21 февраля 2009 | ISBN 978-4-7575-2495-8 |
| 3  | 21 июля 2009    | ISBN 978-4-7575-2609-9 |
| 4  | 21 ноября 2009  | ISBN 978-4-7575-2724-9 |
| 5  | 22 февраля 2010 | ISBN 978-4-7575-2797-3 |
| 6  | 22 мая 2010     | ISBN 978-4-7575-2875-8 |
| 7  | 22 октября 2010 | ISBN 978-4-7575-3025-6 |
| 8  | 22 января 2011  | ISBN 978-4-7575-3121-5 |
| 9  | 22 мая 2011     | ISBN 978-4-7575-4946-3 |
| 10 | 22 декабря 2011 | ISBN 978-4-7575-3440-7 |

#### Horimiya
С 2011 года Дайсукэ Хагивара под контролем Hero занимается созданием адаптации оригинальной манги под названием Horimiya (яп. ホリミヤ). Эта версия публикуется в журнале Monthly G Fantasy.
| №  | Дата публикации                                              | ISBN                   |
| -- | ------------------------------------------------------------ | ---------------------- |
| 1  | 27 марта 2012                                                | ISBN 978-4-7575-3543-5 |
| 2  | 27 ноября 2012                                               | ISBN 978-4-7575-3806-1 |
| 3  | 27 апреля 2013                                               | ISBN 978-4-7575-3951-8 |
| 4  | 26 октября 2013                                              | ISBN 978-4-7575-4107-8 |
| 5  | 26 апреля 2014                                               | ISBN 978-4-7575-4297-6 |
| 6  | 27 октября 2014                                              | ISBN 978-4-7575-4325-6 |
| *  | Первый ограниченный специальный выпуск с каучуковым ремешком | ISBN 978-4-7575-4326-3 |
| 7  | 27 мая 2015                                                  | ISBN 978-4-7575-4658-5 |
| 8  | 27 ноября 2015                                               | ISBN 978-4-7575-4814-5 |
| 9  | 27 мая 2016                                                  | ISBN 978-4-7575-4998-2 |
| 10 | 26 ноября 2016                                               | ISBN 978-4-7575-5167-1 |
| 11 | 26 августа 2017                                              | ISBN 978-4-7575-5460-3 |
| 12 | 26 мая 2018                                                  | ISBN 978-4-7575-5731-4 |
| 13 | 27 февраля 2019                                              | ISBN 978-4-7575-6032-1 |
| 14 | 27 декабря 2019                                              | ISBN 978-4-7575-6452-7 |
| 15 | 18 сентября 2020                                             | ISBN 978-4-7575-6848-8 |

#### Hori-san to Miyamura-kun Omake
Дополнительные истории к оригинальной манге выходили под общим названием Hori-san to Miyamura-kun Omake (яп. 堀さんと宮村くん おまけ).
| №  | Дата публикации  | ISBN                   |
| -- | ---------------- | ---------------------- |
| 1  | 21 июля 2012     | ISBN 978-4-7575-3543-5 |
| 2  | 27 ноября 2012   | ISBN 978-4-7575-3783-5 |
| 3  | 27 апреля 2013   | ISBN 978-4-7575-3952-5 |
| 4  | 26 октября 2013  | ISBN 978-4-7575-4108-5 |
| 5  | 26 апреля 2014   | ISBN 978-4-7575-4202-0 |
| 6  | 27 октября 2014  | ISBN 978-4-7575-4452-9 |
| 7  | 27 мая 2015      | ISBN 978-4-7575-4659-2 |
| 8  | 27 ноября 2015   | ISBN 978-4-7575-4815-2 |
| 9  | 27 мая 2016      | ISBN 978-4-7575-4946-3 |
| 10 | 26 августа 2017  | ISBN 978-4-7575-5169-5 |
| 11 | 26 мая 2018      | ISBN 978-4-7575-5738-3 |
| 12 | 27 февраля 2019  | ISBN 978-4-7575-6037-6 |
| 13 | 27 декабря 2019  | ISBN 978-4-7575-6453-4 |
| 14 | 18 сентября 2020 | ISBN 978-4-7575-6863-1 |

### OVA
На основе манги были выпущены шесть OVA Hori-san to Miyamura-kun.
| «Hori-san to Miyamura-kun» | «Hori-san to Miyamura-kun»                                                                            | «Hori-san to Miyamura-kun»  | «Hori-san to Miyamura-kun» | «Hori-san to Miyamura-kun» |
| № серии                    | Название                                                                                              | Режиссёр(ы)                 | Сценарист(ы)               | Трансляция в Японии        |
| -------------------------- | --- | --------------------------- | -------------------------- | -------------------------- |
| 1                          | Hori and Miyamura: New Semester «Хори-сан то Миямура-кун: Сингакки» (堀さんと宮村くん -新学期-)       | Синго Нацумэ                | Юнико Аяна                 | 5 октября 2012 г.          |
| 2                          | Hori and Miyamura: Sudden Rain «Хори-сан то Миямура-кун: Тоцудзэн амэ» (堀さんと宮村くん -突然の雨-)  | Эркин Кавабата              | Юнико Аяна                 | 25 марта 2014 г.           |
| 3                          | Hori and Miyamura: I Love «Хори-сан то Миямура-кун: Суки да» (堀さんと宮村くん -好きだ-)              | Тэцуо Хиракава              | Юнико Аяна                 | 25 марта 2015 г.           |
| 4                          | Hori and Miyamura: Summer Flu «Хори-сан то Миямура-кун: Нацу кадзэ» (堀さんと宮村くん -夏風邪-)       | Кадзуя Аиура Акира Нисимори | Юнико Аяна                 | 14 декабря 2018 г.         |
| 5                          | Hori and Miyamura: Midsummer Day «Хори-сан то Миямура-кун: Манацу хи» (堀さんと宮村くん -真夏日-)     | Кадзуя Аиура                | Юнико Аяна                 | 25 мая 2021 г.             |
| 6                          | Hori and Miyamura: A Kind Person «Хори-сан то Миямура-кун: Ясасий хито» (堀さんと宮村くん -優しい人-) | Кадзуя Аиура                | Юнико Аяна                 | 25 мая 2021 г.             |

### Аниме
17 сентября 2020 года было объявлено об адаптации манги Horimiya в аниме-телесериал. Его производством занялась студия CloverWorks, режиссёром выступает Масаси Исихама, пишет сценарист Такао Ёсиока, Харуко Иидзука создаёт дизайн персонажей, Масару Ёкояма пишет музыку. Премьера состоялась 10 января 2021 года на Tokyo MX и других каналах.
Вступительную песню «Iro Kо̄sui» исполняет Ё Камияма, а финальную «Yakusoku» — японская группа Friends.
| «Horimiya» | «Horimiya»                                                                                      | «Horimiya»                               | «Horimiya»       | «Horimiya»          |
| № серии    | Название                                                                                        | Режиссёр(ы)                              | Сценарист(ы)     | Трансляция в Японии |
| ---------- | ----------------------------------------------------------------------------------------------- | ---------------------------------------- | ---------------- | ------------------- |
| 1          | A Tiny Happenstance «Хон но, сасай на киккакэ дэ.» (ほんの、ささいなきっかけで。)               | Масаси Исихама                           | Такао Ёсиока     | 10 января 2021      |
| 2          | You Wear More Than One Face «Као ва, хитоцу дакэ дзя най.» (顔は、ひとつだけじゃない。)         | Ёсико Окуда                              | Тиаки Нагаи      | 17 января 2021      |
| 3          | That's Why It's Okay «Дакара, дайдзё:бу.» (だから、大丈夫。)                                    | Рё Кодама                                | Такао Ёсиока     | 24 января 2021      |
| 4          | Everybody Loves Somebody «Дарэмо, дарэка га суки нанда.» (誰も、誰かが好きなんだ。)             | Акихиса Сибата                           | Такао Ёсиока     | 31 января 2021      |
| 5          | I Can't Say It Out Loud «Сорэ ва, иэнай кото.» (それは、言えないこと。)                         | Юкико Имаи                               | Савако Хирабаяси | 7 февраля 2021      |
| 6          | This Summer's Going to Be a Hot One «Котоси но нацу ва, ацуй кара.» (今年の夏は、暑いから。)    | Синобу Сасаки                            | Такао Ёсиока     | 14 февраля 2021     |
| 7          | You're Here, I'm Here «Кими га итэ, боку га итэ.» (君がいて、僕がいて。)                        | Ёсико Окуда                              | Тиаки Нагаи      | 21 февраля 2021     |
| 8          | The Truth Deception Reveals «Ицувару кото дэ, миэру моно.» (偽ることで、見えるもの。)           | Рё Кодама                                | Савако Хирабаяси | 28 февраля 2021     |
| 9          | Мудзукасий кэдо, мури дзя най. «Muzukashii Kedo, Muri ja nai.» (難しいけど、無理じゃない。)     | Тадахито Мацубаяси                       | Такао Ёсиока     | 7 марта 2021        |
| 10         | Until the Snow Melts «Ицука, юки га токэру мадэ.» (いつか、雪が溶けるまで。)                    | Ёсуке Ямамото                            | Савако Хирабаяси | 14 марта 2021       |
| 11         | It May Seem Like Hate «Кирай кирай мо, ура га ару.» (嫌い嫌いも、ウラがある。)                  | Ясу Эдзима                               | Тиаки Нагаи      | 21 марта 2021       |
| 12         | Hitherto, and Forevermore «Корэ мадэ мо, соситэ корэ кара мо.» (これまでも、そしてこれからも。) | Рё Кодама Фумиаки Катаока Масаси Исихама | Тиаки Нагаи      | 28 марта 2021       |
| 13         | I Would Gift You the Sky «Сэмэтэ, коно о:дзора о.» (せめて、この大空を。)                       | Масаси Исихама                           | Такао Ёсиока     | 4 апреля 2021       |

### Фильм и телесериал
| Список серий | Список серий  | Список серий   | Список серий         |
| № серии      | Режиссёр(ы)   | Сценарист(ы)   | Трансляция в Японии  |
| ------------ | ------------- | -------------- | -------------------- |
| 1            | Хана Мацумото | Ёсифуми Сакаи  | 17 февраля 2021 года |
| 2            | Хана Мацумото | Ёсифуми Сакаи  | 24 февраля 2021 года |
| 3            | Хана Мацумото | Ёсифуми Сакаи  | 3 марта 2021 года    |
| 4            | Хана Мацумото | Томохиро Отоси | 10 марта 2021 года   |
| 5            | Мамору Ёсино  | Томохиро Отоси | 17 марта 2021 года   |
| 6            | Мамору Ёсино  | Гота Исида     | 24 марта 2021 года   |
| 7            | Хана Мацумото | Ёсифуми Сакаи  | 31 марта 2021 года   |

О съёмках фильма и игрового телесериала было объявлено 23 ноября 2020 года, а 21 декабря были объявлены актёры на главные роли и состав съёмочной команды. Режиссёр фильма и телесериала — Хана Мацумото. Киноверсия представляет собой монтаж первых трёх серий сериала с дополнительными сценами, она шла в кинотеатрах неделю после премьеры 5 февраля 2021 года. Сам сериал начал трансляцию 17 февраля на каналах MBS и TBS. Он состоит из семи серий продолжительностью 30 минут, последняя была показана 31 марта 2021 года. Начальная тема сериала — «What Do We Do?» (яп. どうすんの？ До: сунно?, «Что делать?»), завершающая — «Lamplight» (яп. 灯 Томосу, «Свет лампы»). Обе в исполнении Toketadenkyu.

## Критика
Второй том Horimiya достиг 15-го места в еженедельных чартах манги Oricon, и по состоянию на 2 декабря 2012 года было продано 43 735 копий. 6 том занял 2-е место, и по состоянию на 16 ноября 2014 года было продано 208 788 копий.
Horimiya заняла 6-е место в рейтинге манг, рекомендованных сотрудниками книжных магазинов страны в 2014 году.